# Бацарашкіна Віталіна Ігорівна
Віталіна Ігорівна Бацарашкіна (1 жовтня 1996, Омськ, Росія) — російська спортсменка (кульова стрільба), дворазова олімпійська чемпіонка 2020 року, срібна призерка Олімпійських ігор 2016 та 2020 років в стрільбі з пневматичного пістолета.
7 серпня 2016 року на Іграх в Ріо-де-Жанейро виграла кваліфікацію, вибивши 390 400 очок. У фіналі Віталіна зуміла відіграти в передостанній серії очко у гречанки Анни Коракакі та забезпечити собі срібло. Перед останньою серією з 2 пострілів на два очки відставала від китаянки Чжан Менсюе. До Ігор у Ріо займала 72-у позицію в світовому рейтингу в цій дисципліні.

## Виступи на Олімпіадах
| Олімпіада           | Дисципліна                              | Місце |
| ------------------- | --------------------------------------- | ----- |
| Ріо-де-Жанейро 2016 | пневматичний пістолет, 10 метрів        | 2     |
| Ріо-де-Жанейро 2016 | пістолет, 25 метрів                     | 13    |
| Токіо 2020          | пневматичний пістолет, 10 метрів        | 1     |
| Токіо 2020          | пістолет, 25 метрів                     | 1     |
| Токіо 2020          | пневматичний пістолет, 10 метрів, мікст | 2     |